# Стельвио (национальный парк)
Национальный парк Стельвио (итал. Parco nazionale dello Stelvio) — национальный парк в Альпах, расположенный на севере Италии на территории областей Трентино-Альто-Адидже и Ломбардии.

## История
Парк был создан в 1935 году. Это один из первых итальянских национальных парков.

## География
Парк находится на территории четырёх провинций: Больцано и Тренто в Трентино-Альто-Адидже, Брешиа и Сондрио в Ломбардии.

## Описание
Территория парка включает в себя альпийское высокогорье (горный массив Ортлес) и прилегающие долины.
Наивысшая точка парка — гора Ортлес высотой 3905 м над уровнем моря. Другие крупные вершины: Гран-Цебру (3851 м), Чеведале (3769 м), Цебру (3735 м), Палон-де-Ламаре (3703 м).
Нижняя часть гор занята лесами, выше располагаются альпийские луга, горные вершины круглогодично покрыты ледниками.
Национальный парк Стельвио популярен у туристов и альпинистов. В зимнее время года некоторые высокогорные тропы бывают закрыты для посещения.

## Флора и фауна
Основная часть территории парка занята хвойными лесами из ели, лиственницы и сосны кедровой, местами встречается также пихта.
Из млекопитающих присутствуют:
- копытные (благородный олень, серна, косуля, ибекс);
- хищники (лисица, барсук, горностай, ласка);
- альпийский сурок, белка, зайцы.[3]

В парке много птиц, в том числе редких видов:
- хищные (бородач, беркут, ястреб-перепелятник, канюк, ушастая сова);
- куриные (глухарь, рябчик);
- врановые (ворон, чёрная ворона, альпийская галка).[3]

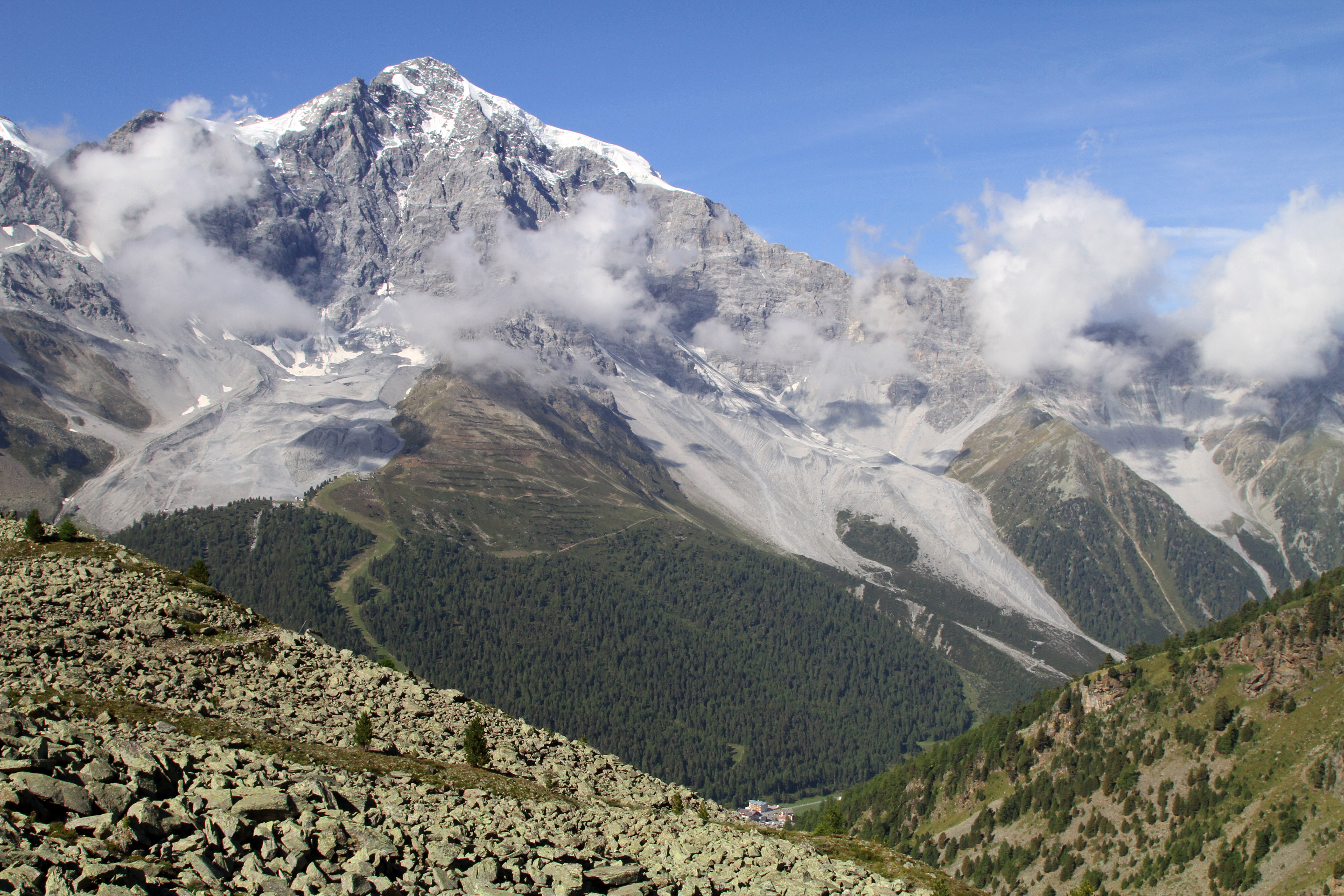
Гора Ортлес
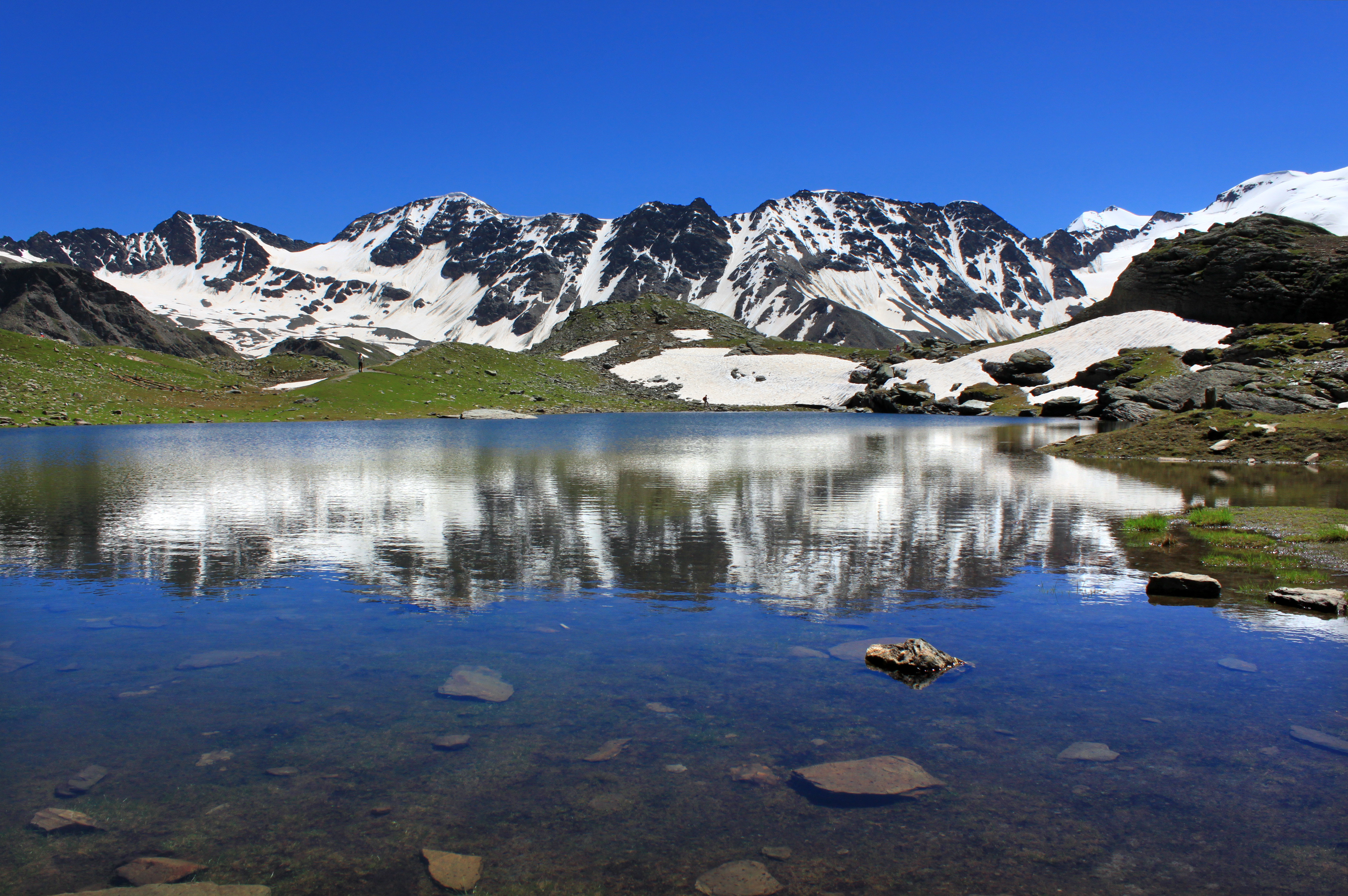
Озеро в парке Стельвио
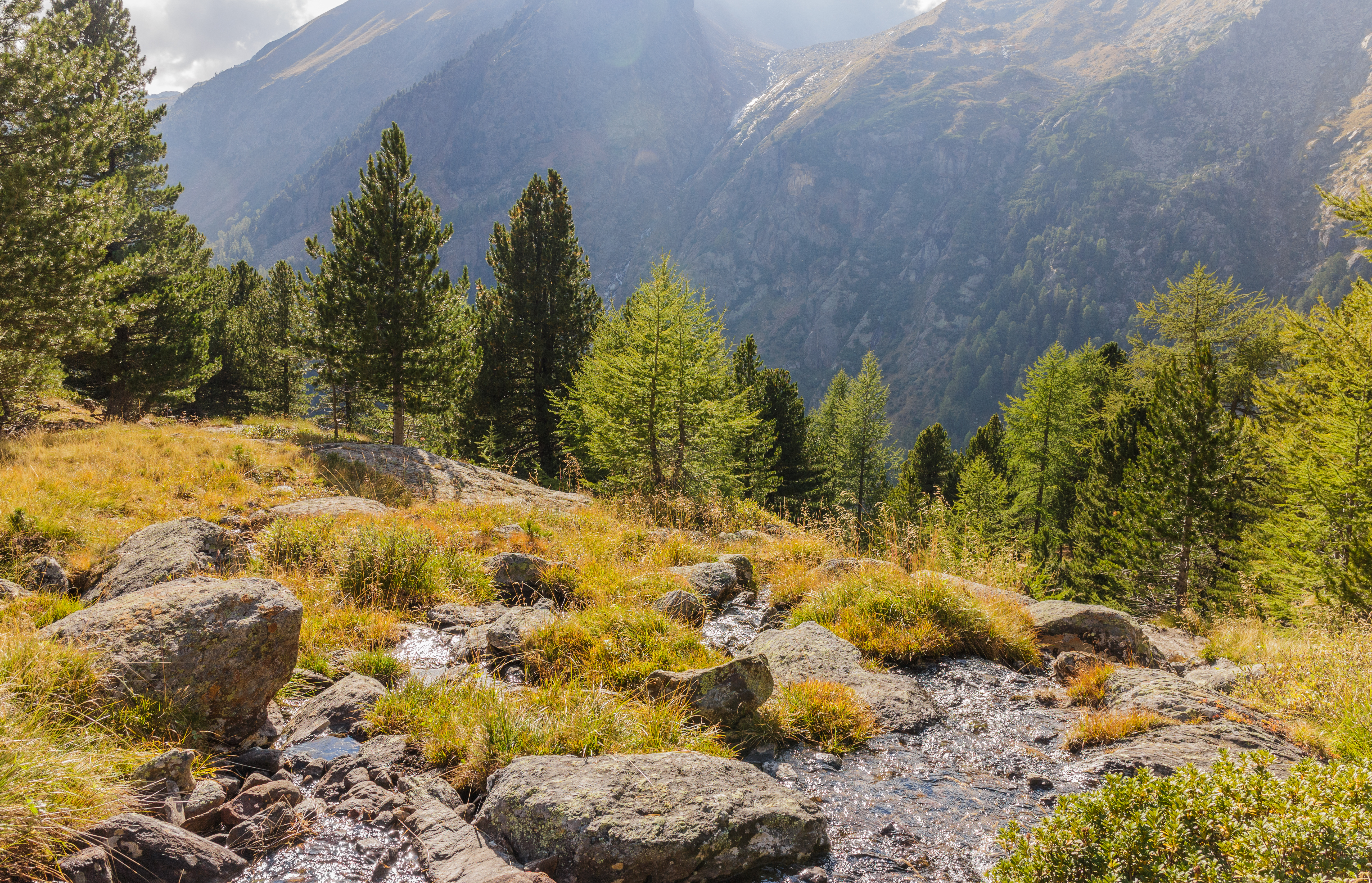
Хвойный лес в парке Стельвио